# Oyster Creek
Oyster Creek – miasto w Stanach Zjednoczonych, w stanie Teksas, w hrabstwie Brazoria.